# 韋克斯福德鎮區 (密歇根州)
韋克斯福德鎮區（英語：Wexford Township）是位於美國密歇根州韋克斯福德縣的一個行政鎮區。

## 地方資料
韋克斯福德鎮區的面積為94.64平方千米，當中陸地面積為94.64平方千米，而水域面積為0.00平方千米。根據2020年美國人口普查的數據，當地共有人口1161人，而人口密度為每平方千米12.27人。